# ثابتة غيلفوند
في الرياضيات, ثابتة غيلفوند هي eπ. سميت هكذا نسبة إلى ألكسندر غيلفوند.

## القيمة العددية
{\displaystyle e^{\pi }\approx 23.14069263277926\dots \,.}